# ロバート・K・レスラー
ロバート・ケネス・レスラー（Robert Kenneth Ressler、1937年2月21日 - 2013年5月5日）は、アメリカ合衆国の元FBI捜査官、コンサルタント、司法行動学研究所（FBS）所長。

## 略歴
1937年、イリノイ州シカゴ生まれ。9歳の時、ウィリアム・ハイレンズ（“リップスティック・キラー”の異名で知られる連続殺人犯）の事件に強く惹かれ、犯罪捜査及び殺人者の心理に対して強い関心を持つようになる。ハイスクールを卒業後、シカゴのコミュニティーカレッジに二年間通った後、アメリカ陸軍へ入隊し、結婚後、沖縄に配属された。2年の軍隊勤務の後、ミシガン州立大学で学位取得。そして、大学院で一学期を終え、軍隊に戻った。ドイツで憲兵の指揮官として過ごした後、犯罪捜査隊（CID）の指揮官となる。その後、大学院に戻り、修士号を取得。再び、軍で2年過ごし、陸軍少佐で退役した後、FBI特別捜査官となる。1974年、クワンティコにあるFBI行動科学課の主任プロファイラーとして、大勢の凶悪犯と面談して得た知識により数々の事件の解決に貢献。引退後は、法執行機関のコンサルタントや裁判の専門家証人をする一方、司法行動学研究所を設立。所長を務めている。
1994年、著書『FBI心理分析官』が日本でベストセラーとなったことから、1990年代半ばから後半にかけて、日本のテレビのワイドショーにたびたび出演し、つくば妻子殺害事件、オウム真理教事件、神戸連続児童殺傷事件など有名殺人事件のプロファイリングを行ない、日本でもプロファイリングの手法とともに、レスラー自身の名も知られるようになった。その後も時折、日本のTV番組に出演していた。 
晩年はパーキンソン病を患い、闘病生活を送っていた。2013年5月5日、ヴァージニア州の自宅で死去。76歳没。

## プロファイリング
1974年当時、設立されたばかりのFBI行動科学課において、チャールズ・マンソン、ジョン・ウェイン・ゲイシー、リチャード・チェイス、エドモント・ケンパー、ジェリー・ブルードス、ジェフリー・ダーマー、デビッド・バーコウィッツ、テッド・バンディを初めとする殺人犯たちと対談を行い、彼らの心理分析を行いプロファイリング技術の確立に貢献（それらの対談の様子は、レスラーの著書『FBI心理分析官』に収録されている）。この研究から凶悪犯の犯行原因は幼少期の環境が原因であり、快楽殺人者は更生できないから死ぬまで社会から隔離されなければならないと唱えている。
「シリアルキラー」（連続殺人犯）という言葉を提唱して現在使われるようになった。作家のトマス・ハリスはレスラーに情報を提供されたことにより『レッド・ドラゴン』『羊たちの沈黙』を執筆し映画化もされた。映画『コピーキャット』の題材にもなっている。しかし、映画の内容については、新人捜査官をいきなり一人で凶悪犯の面接に行かせたり、登場した連続殺人者についてあのような特徴はありえない。映画のような無能な警察を尻目にプロファイラーがヒーローのように犯人を逮捕することはなく、あくまで捜査の手助けをするだけで地道に捜査をして犯人を逮捕するのは警察であるとレスラーは批判している。

## 秩序型と無秩序型
レスラーは、著書『FBI心理分析官』の中で、殺人を『秩序型』と『無秩序型』の2つに分類している。秩序型の犯人は、事前に犯行計画を練っており、自分の空想を現実にする。その空想は、何年も前から犯人の頭の中で徐々に形作られていくという。秩序型犯罪の被害者の大半は、犯人とは面識が無く、犯人にはたまたま狙われたという場合が多い。特定の地域を歩いて、年齢、容姿、職業、髪形、生活様式が決定的な要素となる。また、秩序型の犯人は、被害者を自分の思うままにするため、謀略によって相手を騙すという手段を取ることが多く、口が達者で、被害者を上手に誘い込むだけの高い知能を持っているという。また、被害者を殺害する前に、会話をかわすなどして人間として扱う。レスラーは、この類型をジョン・ウェイン・ゲイシーやテッド・バンディに当てはめている。
一方の無秩序型は、被害者を気まぐれに選ぶ。殺す標的が、自分にとって殺すのに危険を伴う、状況を思いのままに支配できない相手を選ぶという。被害者の遺体を見ると、被害者が激しく抵抗したことを示す防御創が見られる場合があるとレスラーは言う。また、無秩序型の犯人は、被害者の人格には一切の関心を示さない。会話をかわさず、すぐに相手の意識を失わせたり傷を付けたりして、人格を抹殺し、人間扱いをしないことが多いという。この点も、秩序型の犯人とは大きく異なる点である。秩序型の犯人の犯罪は計画的に行われるため、犯行には犯人の論理が示されているが、無秩序型の犯人の犯行には、論理が欠如しており、捕らえられてから自分の犯した行為について説明させない限り、なぜその被害者を選び、その犯行を犯したのかが分からないことが多い、という。
17人を殺害したジェフリー・ダーマーについては、レスラーは秩序型にも無秩序型にも当てはまらない、「混合型」の殺人者であると見ており、「精神異常」を理由として、裁判では情状酌量の余地があり、刑務所ではなく精神病院に収容すべきだと考えた。
レスラーは、大昔から現代に至るまで、どの時代、どの国にも、無秩序型殺人犯は一定の割合で存在しており、何かの拍子で見境いなく人間を殺し、捕まるか殺されるかしない限り、やめることはないという。いつの世にも、こうした殺人犯は存在してきたし、現実の犯罪（殺人）を防ぐことはできないとしている。

## 著書
- Sexual Homicide: Patterns and Motives (1988) ジョン・E・ダグラス、アン・W・バージェス共著
  - 『快楽殺人の心理 FBI心理分析官のノートより』狩野秀之訳 講談社 1995年 ISBN 4062073714
  - 『快楽殺人の心理 FBI心理分析官のノートより』狩野秀之訳 講談社+α文庫 1998年 ISBN 4062562715
- Whoever Fights Monsters: My Twenty Years Tracking Serial Killers for the FBI (1992) トム・シャットマン共著
  - 『FBI心理分析官 異常殺人者たちの素顔に迫る衝撃の手記』 相原真理子訳 早川書房 1994年 ISBN 4152078464
  - 『FBI心理分析官 異常殺人者たちの素顔に迫る衝撃の手記』 相原真理子訳 ハヤカワ文庫 2000年 ISBN 4150502447
- Crime Classification Manual: A Standard System for Investigating and Classifying Violent Crimes (1992) ジョン・E・ダグラス、アン・W・バージェス共著
  - 『FBI心理分析官 凶悪犯罪捜査マニュアル』戸根由紀恵訳 原書房 1995年 上)ISBN 4562027061 下)ISBN 4562027061
- Justice Is Served (1994) トム・シャットマン共著
  - 『FBI特別捜査官 裁かれた判事 若き日のレスラー捜査官の事件簿より』翔田朱美訳 翔泳社 1995年
- Abnormal killers (1996)
  - 『FBI心理分析官 異常殺人者ファイル』 河合洋一郎訳 原書房 1996年 上)ISBN 4562028815 下)ISBN 4562028823
- I Have Lived in the Monster (1996) トム・シャットマン共著
  - 『FBI心理分析官2 今日の異常殺人に迫る戦慄のプロファイル』 田中一江訳 早川書房 1996年 ISBN 4152080396
  - 『FBI心理分析官2 世界の異常殺人に迫る戦慄のプロファイル』 田中一江訳 ハヤカワ文庫 2001年 ISBN 4150502498